# 特佩亞克國家公園
特佩亞克國家公園是墨西哥的國家公園，位於該國南部，始建於1937年2月18日，面積15平方公里，受半乾旱氣候影響，最高點海拔高度約2,500米。

## 外部連結
- CONANP Parques Nacionales（西班牙文）

19°30′11″N 99°6′24″E / 19.50306°N 99.10667°E